# Nihad Mujakić
Nihad Mujakić (Sarajevo, 15 april 1998) is een Bosnisch voetballer die in het seizoen 2021/22 door KV Kortrijk wordt uitgeleend aan Waasland-Beveren. Mujakić is een verdediger.

## Carrière
Mujakić is een jeugdproduct van FK Sarajevo. Op 31 juli 2016 maakte hij zijn officiële debuut in het eerste elftal van de club: in de competitiewedstrijd tegen HSK Zrinjski Mostar mocht hij in de slotfase invallen. Het zou meteen zijn enige officiële optreden van het seizoen blijven. In het seizoen 2017/18 daarentegen speelde hij 18 competitiewedstrijden, het seizoen daarop naast 27 competitie- en zes bekerwedstrijden ook vier voorrondewedstrijden in de Europa League. Mujakić kwam in de eerste kwalificatieronde zelfs tot scoren tegen het Armeense Banants Erevan. Mujakić won in het seizoen 2018/19 de Bosnische dubbel en scoorde in de heenwedstrijd van de bekerfinale tegen NK Široki Brijeg het laatste doelpunt van de wedstrijd.
In december 2018 kondigde KV Kortrijk aan dat Mujakić op het einde van het seizoen de overstap zou maken naar het Guldensporenstadion. Kortrijk legde ongeveer een miljoen euro op tafel voor de toen 20-jarige Bosniër. Zes maanden na zijn komst werd hij echter al voor anderhalf jaar uitgeleend aan Hajduk Split. Na zijn terugkeer leende KV Kortrijk hem opnieuw uit, ditmaal aan Waasland-Beveren. Na zijn debuut tegen KMSK Deinze op de tweede competitiespeeldag viel hij een paar weken uit, maar daarna werd hij een vaste waarde in de verdediging van trainer Marc Schneider, die hem "een verdediger met snelheid" noemde.

## Clubstatistieken
| Seizoen         | Club               | Land                           | Competitie         | Competitie | Competitie | Beker | Beker | Europees | Europees | Totaal | Totaal |
| Seizoen         | Club               | Land                           | Competitie         | Wed.       | Dlp.       | Wed.  | Dlp.  | Wed.     | Dlp.     | Wed.   | Dlp.   |
| --------------- | ------------------ | ------------------------------ | ------------------ | ---------- | ---------- | ----- | ----- | -------- | -------- | ------ | ------ |
| 2016/17         | FK Sarajevo        | Vlag van Bosnië en Herzegovina | Premijer Liga      | 1          | 0          | 0     | 0     | —        | —        | 1      | 0      |
| 2017/18         | FK Sarajevo        | Vlag van Bosnië en Herzegovina | Premijer Liga      | 18         | 0          | 0     | 0     | 0        | 0        | 18     | 0      |
| 2018/19         | FK Sarajevo        | Vlag van Bosnië en Herzegovina | Premijer Liga      | 27         | 0          | 6     | 1     | 4        | 1        | 37     | 2      |
| 2019/20         | KV Kortrijk        | Vlag van België                | Jupiler Pro League | 1          | 0          | 1     | 0     | —        | —        | 2      | 0      |
| 2019/20         | → Hajduk Split     | Vlag van Kroatië               | 1. HNL             | 9          | 0          | 0     | 0     | 0        | 0        | 9      | 0      |
| 2020/21         | → Hajduk Split     | Vlag van Kroatië               | 1. HNL             | 17         | 0          | 2     | 0     | 2        | 0        | 21     | 0      |
| 2021/22         | → Waasland-Beveren | Vlag van België                | Eerste klasse B    | 5          | 0          | 0     | 0     | —        | —        | 5      | 0      |
| Carrière totaal | Carrière totaal    | Carrière totaal                | Carrière totaal    | 78         | 0          | 9     | 1     | 6        | 1        | 92     | 2      |

Bijgewerkt op 18 november 2021.
1 Reus ·
4 Bateau ·
5 Luiz ·
6 Dicke ·
7 Kerrigan ·
8 Servais ·
9 Ola-Adebomi ·
10 Limbombe ·
11 Michiwaki ·
13 Khatir ·
15 Wuytens ·
16 Deman ·
18 Dewaele ·
20 Dassy ·
21 Jans ·
23 Fall ·
24 Moustapha ·
30 Corryn ·
32 Filipovic ·
34 Abrahams ·
43 Coopman ·
77 Ertürk ·
78 Van Hecke ·
84 Lusamba ·
92 Mertens ·
Brüls ·
Coach: Reedijk